# Léon Germain Pelouse
Léon Germain Pelouse, född den 1 oktober 1838 i Pierrelaye, död den 31 juli 1891 i Paris, var en fransk målare.

## Biografi
Pelouse var en framstående landskapsmålare, som mestadels skildrade Île-de-Frances och Normandies natur. Han är representerad i Luxembourgmuseet och många andra franska museer samt i nya pinakoteket i München. 

## Galleri

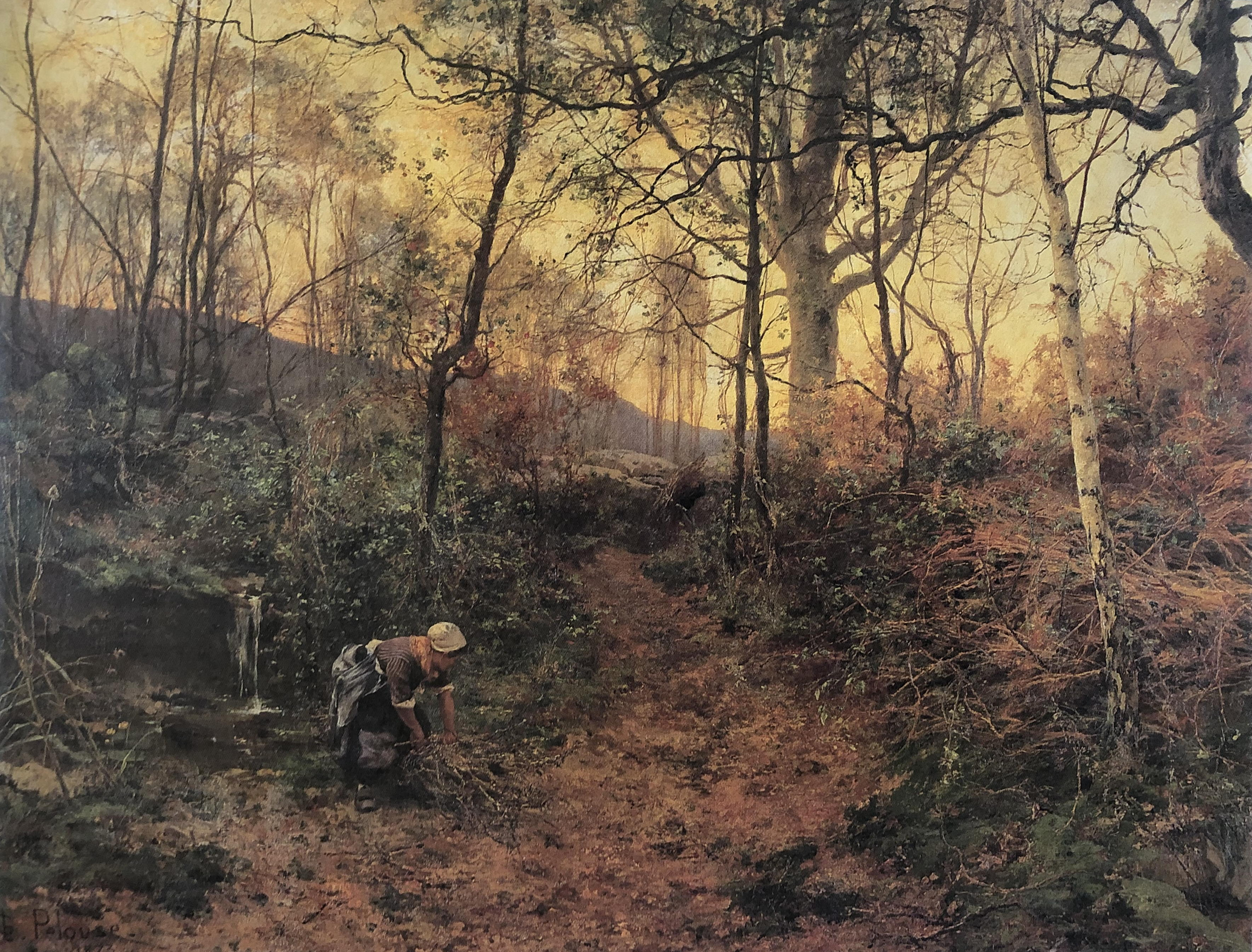
La Vallée de Cernay (1873)
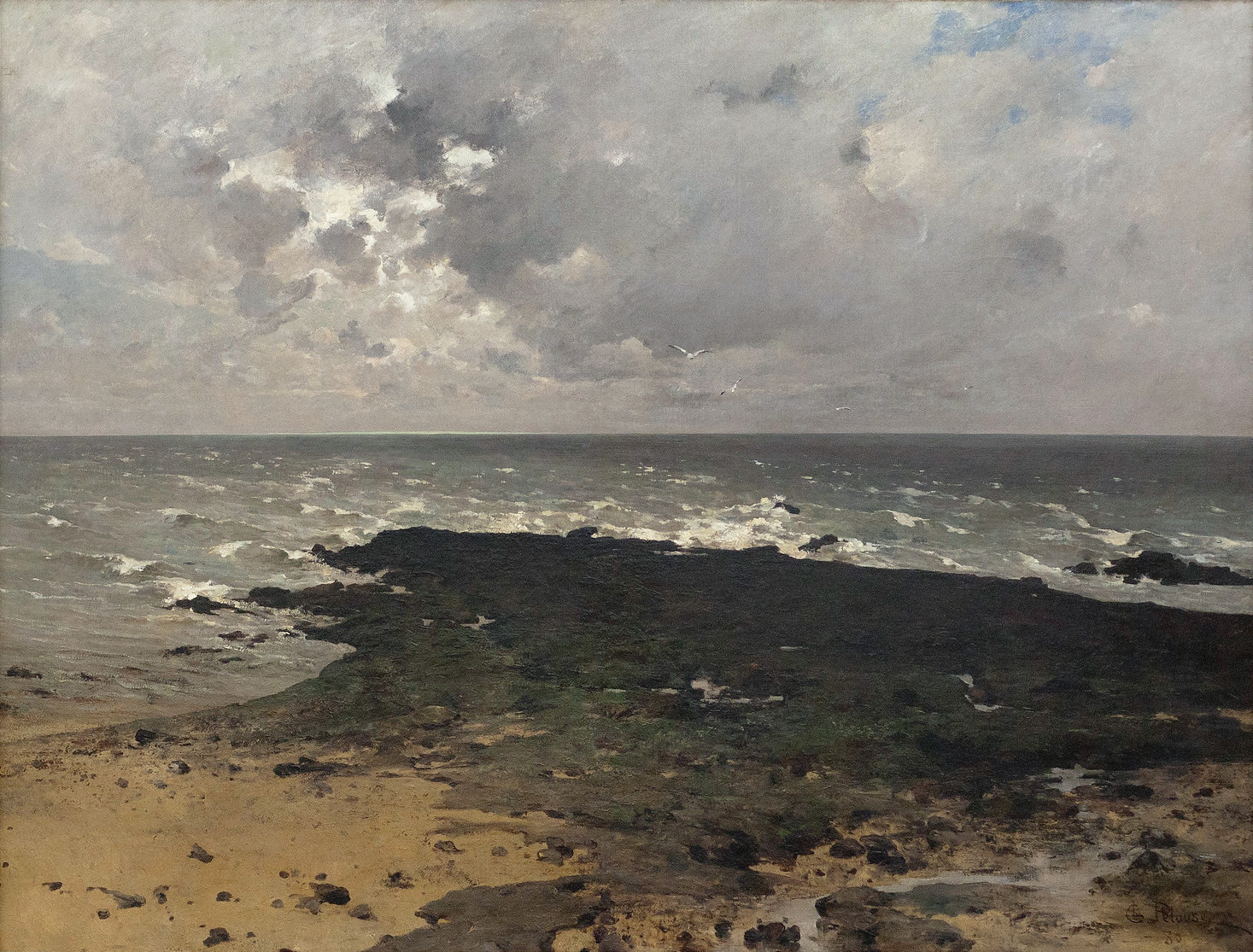
Banc de rochers à Concarneau (1880)
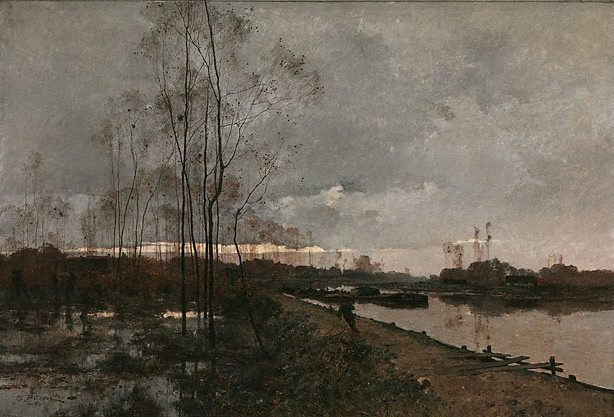
Banks of the Loing (1884)
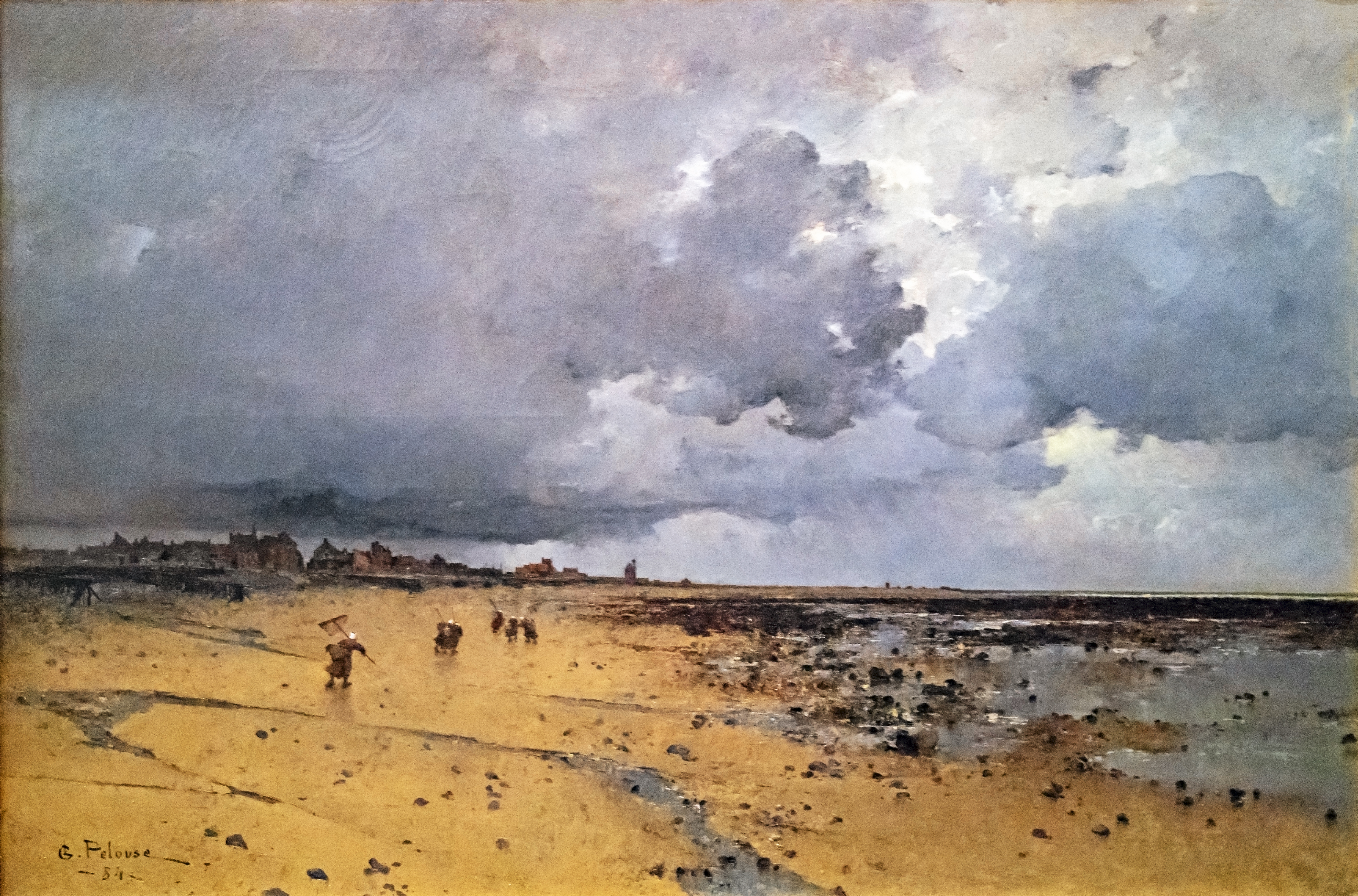
Grandcamp at low tide (1884)
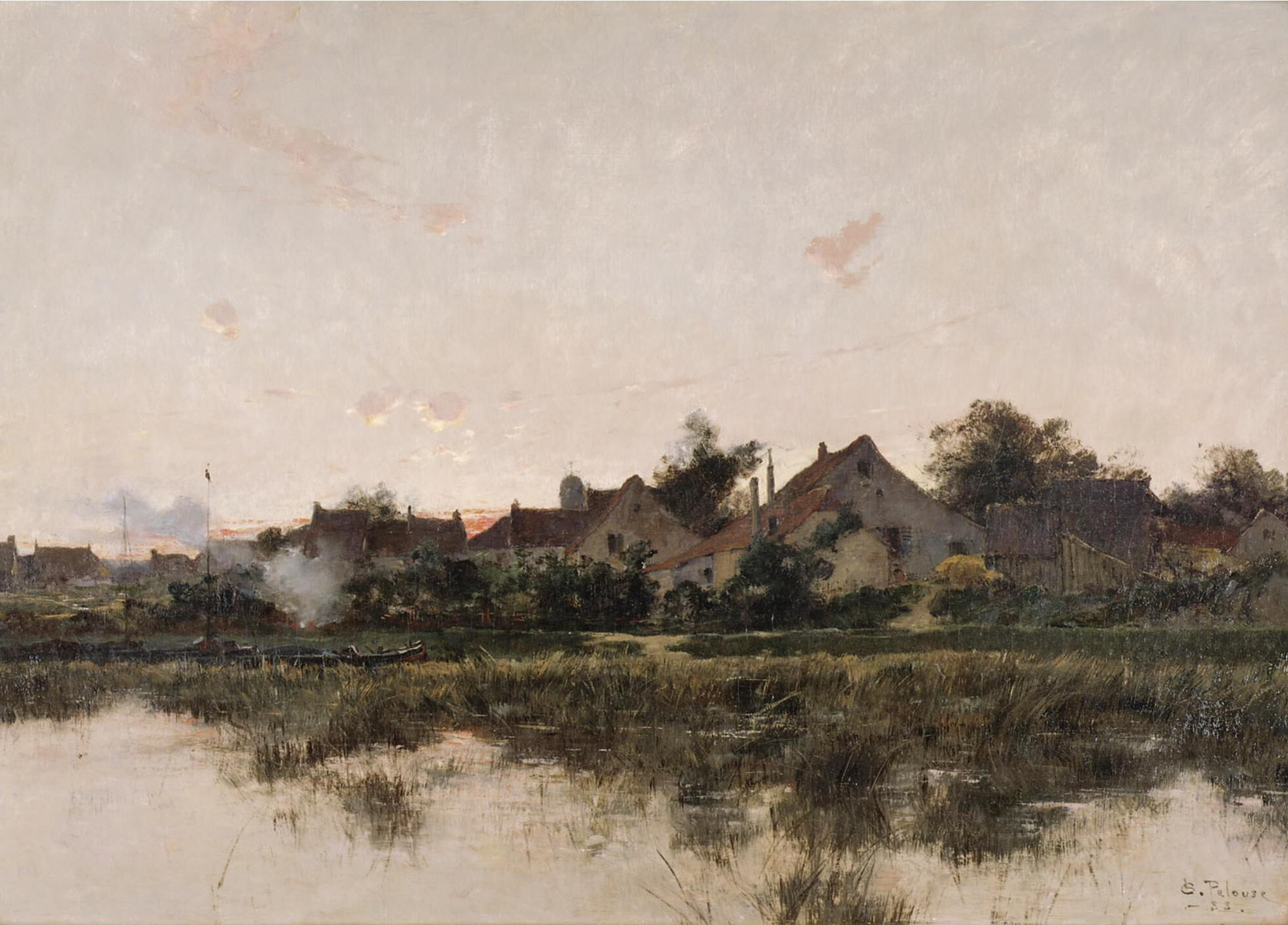
French riverside village at dusk (1888)
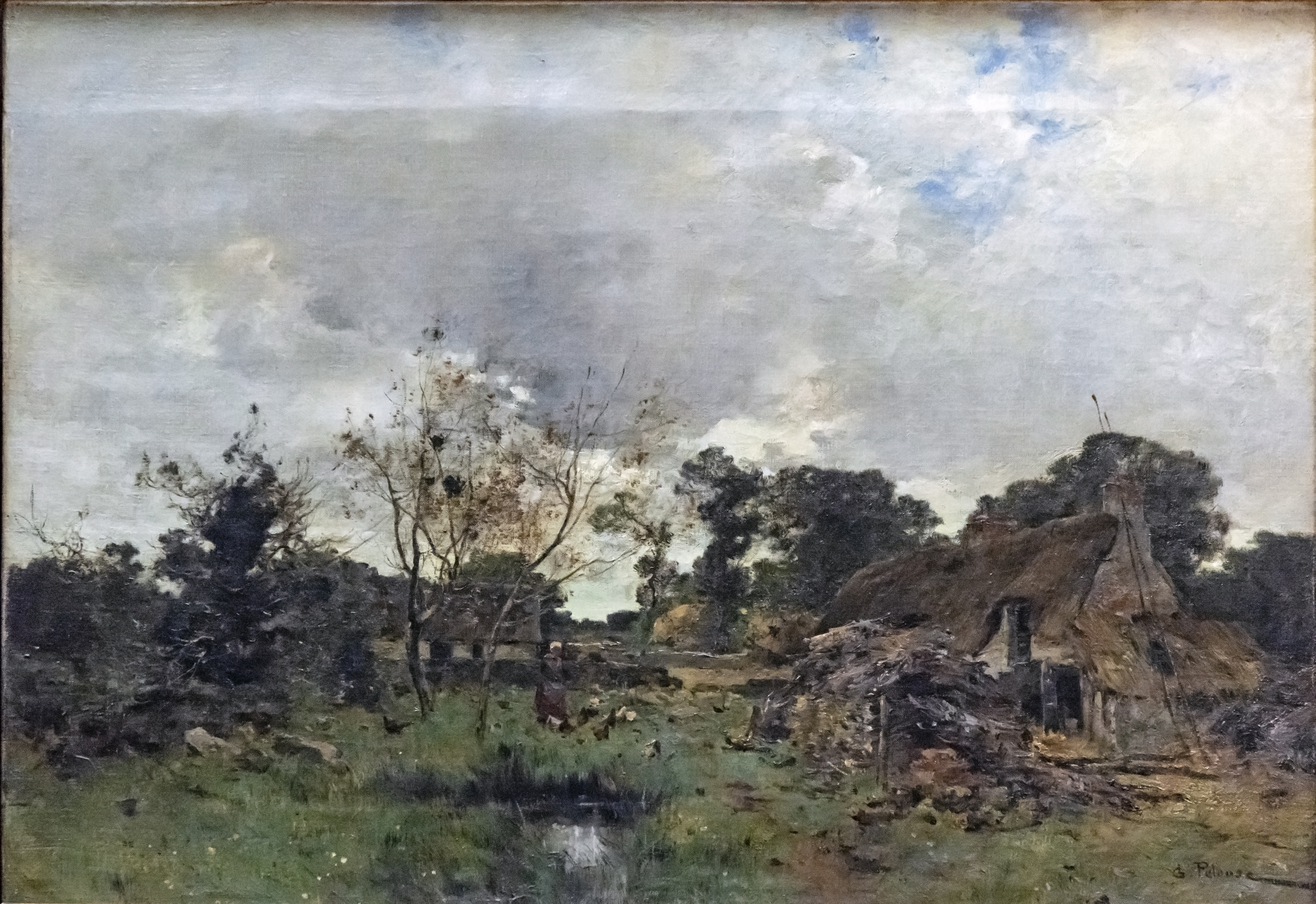
A farm in the woods (u. å.)
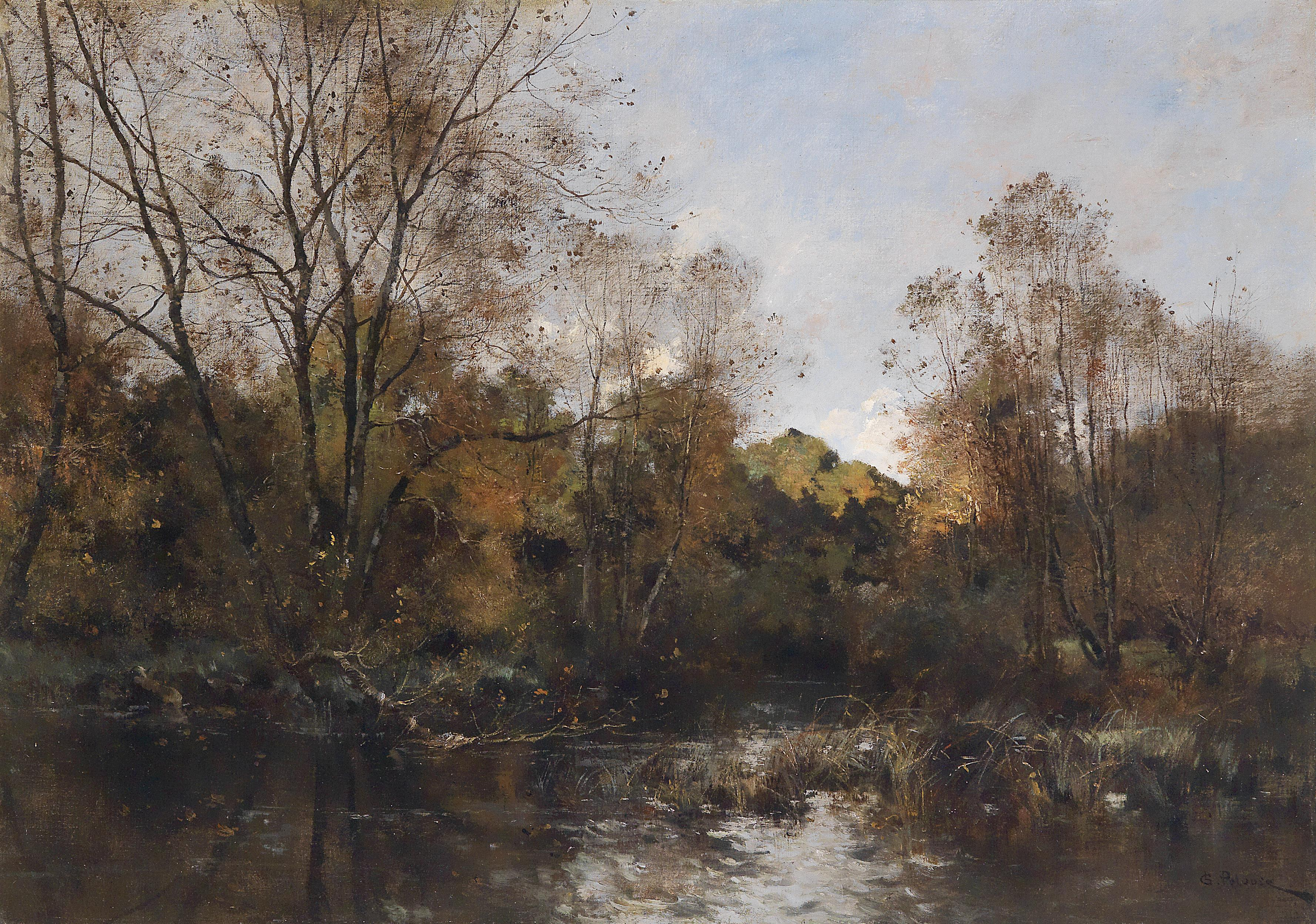
Forest Pond (u. å.)
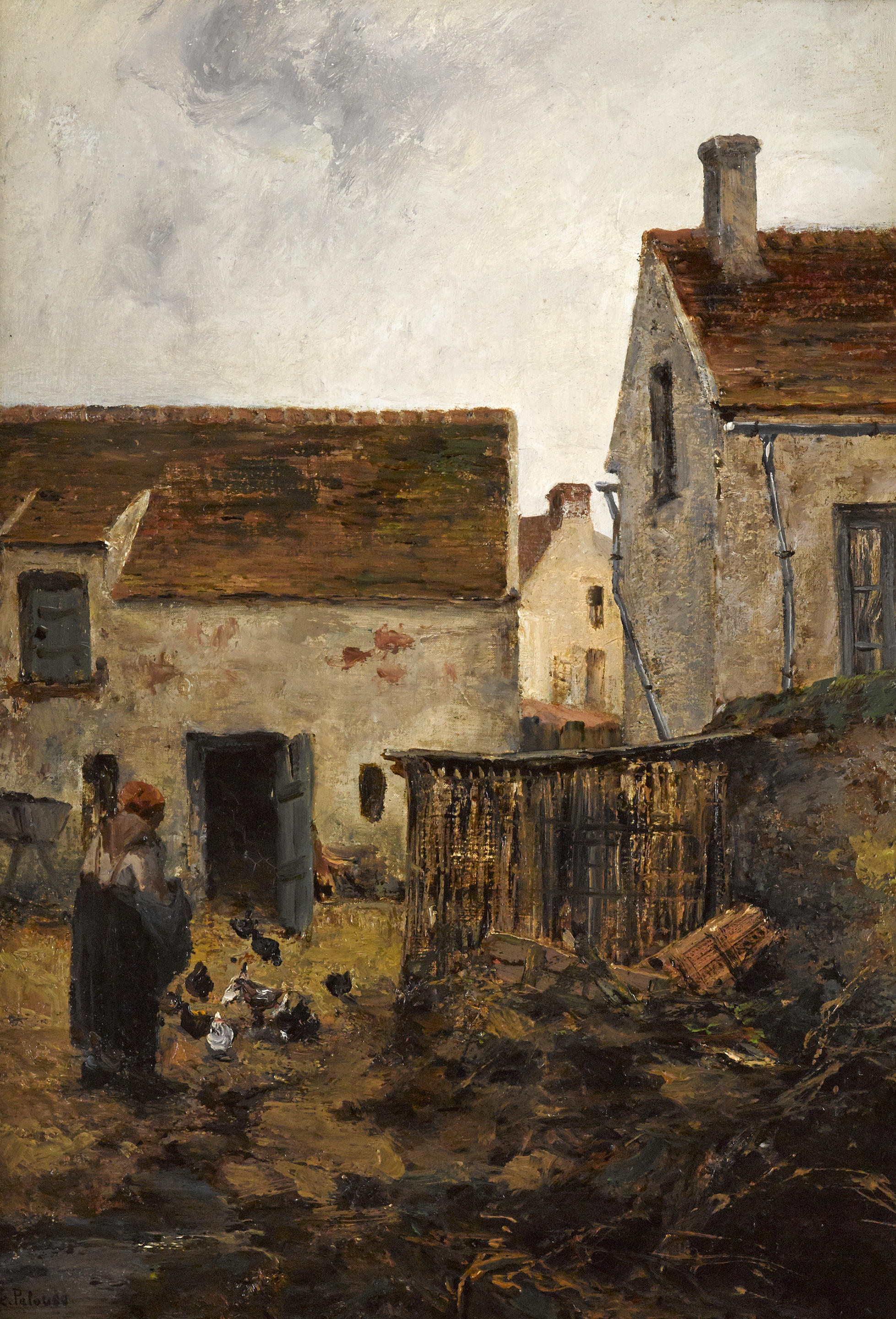
Feeding the chickens (u. å.)